# Turboranger
Liveman Fiveman
Turboranger (高速戦隊ターボレンジャー, Kōsoku Sentai Tāborenjā, littéralement Turboranger, l'escadron à grande vitesse) — diffusée en France sous le nom Turbo Ranger — est une série télévisée japonaise du genre sentai en 51 épisodes de 20 minutes produite par Toei et diffusée du 25 février 1989 au 23 février 1990 sur TV Asahi.
En France, la série a été diffusée à partir du 16 mai 1990 sur TF1 dans le Club Dorothée.
La série célèbre les dix ans de la franchise Super Sentai (créée en 1979). Ainsi, la semaine précédant la diffusion du premier épisode fut diffusé en guide de préambule (ou "épisode 0") un épisode spécial intitulé 10大戦隊集合! 頼むぞ! ターボレンジャー (Jū Dai Sentai Shūgō! Tanomu zo! Tāborenjā, "La grande réunion des 10 Escadrons Spéciaux ! On compte sur vous, Turborangers !)". Cet épisode n'a jamais été doublé ni diffusé en France.

## Synopsis
Il y a 20 000 ans les humains et les fées vivaient ensemble et en paix sur Terre. Un jour une guerre éclata contre la Caste des cent démons (V.O. : Les 100 tribus Bouma) et fut remportée par l'alliance des humains et des fées. Un jour des humains délivrèrent par erreur un des 100 démons qui alla délivrer les autres. La Caste lança une attaque contre les humains et c'est alors que le Dr Dazai rencontre la dernière fée Shelon, qui le convainc de créer avec elle une équipe chargée de lutter contre la Caste des cent démons. Shelon cherche par le monde des jeunes gens croyant à la magie et aux fées pour devenir les combattants de l'avenir. Après avoir été choisis par Shelon, cinq étudiants reçoivent par magie, l'instrument qui leur permet d'agir en tant que Turbo Rangers.

## Personnages

### Turbo Rangers
- Riki Honô (炎 力, Honō Riki?) / Red Turbo (レッドターボ, Reddo Tābo?)
  - Armes : GT Sword (ＧＴソード, Jī Tī Sōdo?)
  - Attaques : GT Crash (ＧＴクラッシュ, Jī Tī Kurasshu?)
- Daichi Yamagata (山形 大地, Yamagata Daichi?) / Black Turbo (ブラックターボ, Burakku Tābo?)
  - Armes : T Hammer (Ｔハンマー, Tī Hanmā?)
- Yôhei Hama (浜 洋平, Hama Yōhei?) / Blue Turbo (ブルーターボ, Burū Tābo?)
  - Armes : J Gun (Ｊガン, Jei Gan?)
- Shunsuke Hino (日野 俊介, Hino Shunsuke?) / Yellow Turbo (イエローターボ, Ierō Tābo?)
  - Armes : B Bowgun (Ｂボーガン, Bī Bōgan?)
- Haruna Morikawa (森川 はるな, Morikawa Haruna?) / Pink Turbo (ピンクターボ, Pinku Tābo?)
  - Armes : W Stick (Ｗステッキ, Daburyū Sutekki?)

### Alliés
- Dr Dazai (太宰博士, Dazai-hakase?)
- Fée Shelon (妖精シーロン, Yōsei Shīron?)
- Bête sacrée, Rakia (聖獣ラキア, Seijū Rakia?)

### Caste des cent démons
La Caste des cent démons (暴魔百族, Bōma Hyakuzoku) opère depuis le Fortresse du Prince des tenèbres (暴魔城, Bōma Jō, Château Bōma).
- Grand empereur Bōma, Tong (大暴魔帝王ラゴーン, Daibōma Teiō Ragōn?) (épisodes 2-38, 45-50)
- Dr Bōma, Layda (暴魔博士レーダ, Bōma Hakase Rēda?) (épisodes 1-30)
- Bōma sombre, Zimba (暗闇暴魔ジンバ, Kurayami Bōma Jinba?) (épisodes 1-28)
- Princesse Bōma, Jarmin (暴魔姫ジャーミン, Bōma Hime Jāmin?) (épisodes 1-29)
- Bōma volant rageux, Zulten (かっとび暴魔ズルテン, Kattobi Bōma Zuruten?) (épisodes 1-51)

- Les soldats Wular (ウーラー兵, Ūrā Hei?) sont les fantassins de la Caste appelés les Démonius dans la VF.
- Les Bōma errants (流れ暴魔, Nagare Bōma?) sont des esprits maléfiques libérés par la Caste.

## Arsenal
- Turbo-Brace (ターボブレス, Tābo Buresu?) : transformateur des Turbo Rangers.
- Turbo-Laser (ターボレーザー, Tābo Rēzā?) : arme individuelle des Turbo Rangers ; elle possède un mode « pistolet » et un mode « épée ».
- Rayon plasmique: Union des Turbo-Laser en une énorme boule d'énergie qui sert à détruire les monstres. Après son échec dans l'épisode 13 contre Geuxe et l'introduction du V Turbo-Bazooka il n'est plus utilisé.
- V Turbo-Bazooka (Ｖターボバズーカ, Bui Tābo Bazūka?) : Canon porté par l'équipe entière. Il a remplacé le rayon plasmique et a depuis réduit la menace que représente Gueuxe pour les Turborangers.

## Mechas
- Turbo-Robot (ターボロボ, Tābo Robo?) (épisode 2) : formé à partir des cinq Turbo Machines suivantes :
  - Turbo GT (ターボＧＴ, Tābo Jī Tī?) : piloté par Red Turbo. Forme la tête et le thorax du Turbo-Robot appelé "Turbo Jet" dans la VF car c'est le seul qui puisse voler (en dehors de l'assemblage).
  - Turbo Truck (ターボトラック, Tābo Torakku?) : piloté par Black Turbo. Forme le corps, les bras et le bouclier du Turbo-Robot
  - Turbo Jeep (ターボジープ, Tābo Jīpu?) : piloté par Blue Turbo. Forme le pied gauche du Turbo-Robot
  - Turbo Buggy (ターボバギー, Tābo Bagī?) : piloté par Yellow Turbo. Forme le pied droit du Turbo-Robot
  - Turbo Wagon (ターボワゴン, Tābo Wagon?) : piloté par Pink Turbo. Forme les jambes du Turbo-Robot

L'assemblage a lieu à partir de la commande « Connexion ! Turbo-Robot ! » (「合体シフト！ターボロボ！」, « Gattai Shifuto! Tābo Robo! »). Il est armé des Turbo-Cannons et de l'épée Turbo-Dague (高速剣, Kōsoku Ken). Au moment de porter le coup de grâce, les Turbo Rangers disent : « Turbo Crash ! » (「ターボクラッシュ！」, « Tābo Kurasshu! ») ou «Turbo-Dague, Puissance Maximale!» dans la VF.
- Turbo-Rugger (ターボラガー, Tābo Ragā?)(épisode 28) appelé "Turbo Rowhide" dans la VF au lieu de rugger qui signifie "joueur de rugby", se transforme à partir de l'avion chasseur «Rugger Fighter» et sa meilleure attaque est un coup de pied volant appelé dans la VF "triple vrille spectrale".
- Super Turbo-Robot (スーパーターボロボ, Sūpā Tābo Robo?) (épisode 29) : Formé à partir du Turbo-Robot et de Turbo-Rugger. L'assemblage a lieu à partir de la commande « Super équipe ! Super Turbo-Robot ! » (「スーパーシフト！スーパーターボロボ！」, « Sūpā Shifuto! Sūpā Tābo Robo! »?). Son attaque est un puissant rayon en forme de triangle.
- Super Turbo-Builder (スーパーターボビルダー, Sūpā Tābo Biruda?) (épisode 27, 38, 50) : Formé à partir du Super Turbo-Robot et de la base Turbo-Builder (qui signifie "Turbo-Constructeur"), la base des Turbo Rangers à partir de la commande « Fusion! Super Turbo-Builder ! » (「合体！スーパーターボビルダー！」, « Gattai! Sūpā Tābo Biruda! »?) et son attaque qui est un énorme rayon est fatale pour n'importe quel démon de la caste.

## Véhicules
- Mach Turbos (マッハターボ, Mahha Tābo?) : Les motos personnelles des Turbo Rangers.
- Turbo Attacker (ターボアタッカー, Tābo Atakkā?) : Véhicule alternatif de Red Turbo.

## Épisodes
En France, seuls les épisodes 2 à 29 ont été officiellement traduits et doublés en français. Le premier épisode a été ignoré car il s'agissait d'un épisode pilote croisé impliquant d'autres équipes Sentai, certaines émissions les mettant en vedette n'étant pas diffusées dans le pays. Les épisodes 30 et 31 ont également été doublés, mais en raison de problèmes matériels, ils n'ont pas été diffusés. Le reste des épisodes n’a pas été doublé ni diffusé.
| no | Titre original (et transcription Hepburn)                                        | Traduction française                                             | Titre de l'épisode en VF          | 1re diffusion(au Japon) | 1re diffusion(au France) |
| -- | -------------------------------------------------------------------------------- | ---------------------------------------------------------------- | --------------------------------- | ----------------------- | ------------------------ |
| 01 | 10大戦隊集合! 頼むぞ! ターボレンジャー 10 Dai sentai shūgō! Tanomu zo! Tāborenjā | 10 Grands Sentai se rassemblent ! S'il vous plaît ! Turbo Ranger | Non diffusé                       | 25/02/1989              | Non diffusé              |
| 02 | 君達は妖精を見たか! Kimitachi wa yōsei o mita ka!                                | Avez-vous vu une fée !?                                          | La création de l'unité des T-R    | 03/03/1989              | 16/05/1990               |
| 03 | 暴魔城！二万年の呪い Bōma Shiro! Niman-nen no Noroi                              | Château violent ! Malédiction de 20 000 ans                      | La mission des Turbo Rangers      | 10/03/1989              | 23/05/1990               |
| 04 |                                                                                  |                                                                  |                                   |                         |                          |
| 05 |                                                                                  |                                                                  |                                   |                         |                          |
| 06 |                                                                                  |                                                                  |                                   |                         |                          |
| 07 |                                                                                  |                                                                  |                                   |                         |                          |
| 08 |                                                                                  |                                                                  |                                   |                         |                          |
| 09 |                                                                                  |                                                                  |                                   |                         |                          |
| 10 |                                                                                  |                                                                  |                                   |                         |                          |
| 11 |                                                                                  |                                                                  |                                   |                         |                          |
| 12 |                                                                                  |                                                                  |                                   |                         |                          |
| 13 |                                                                                  |                                                                  |                                   |                         |                          |
| 14 |                                                                                  |                                                                  |                                   |                         |                          |
| 15 |                                                                                  |                                                                  |                                   |                         |                          |
| 16 |                                                                                  |                                                                  |                                   |                         |                          |
| 17 |                                                                                  |                                                                  |                                   |                         |                          |
| 18 |                                                                                  |                                                                  |                                   |                         |                          |
| 19 |                                                                                  |                                                                  |                                   |                         |                          |
| 20 |                                                                                  |                                                                  |                                   |                         |                          |
| 21 |                                                                                  |                                                                  |                                   |                         |                          |
| 22 |                                                                                  |                                                                  |                                   |                         |                          |
| 23 |                                                                                  |                                                                  |                                   |                         |                          |
| 24 |                                                                                  |                                                                  |                                   |                         |                          |
| 25 |                                                                                  |                                                                  |                                   |                         |                          |
| 26 |                                                                                  |                                                                  |                                   |                         |                          |
| 27 |                                                                                  |                                                                  |                                   |                         |                          |
| 28 |                                                                                  |                                                                  |                                   |                         |                          |
| 29 |                                                                                  |                                                                  |                                   |                         |                          |
| 30 |                                                                                  |                                                                  | Doublé, mais n'avait pas de titre |                         | Doublé, mais non diffusé |
| 31 |                                                                                  |                                                                  | Doublé, mais n'avait pas de titre |                         | Doublé, mais non diffusé |
| 32 |                                                                                  |                                                                  | Non doublé                        |                         | Non diffusé              |
| 33 |                                                                                  |                                                                  | Non doublé                        |                         | Non diffusé              |
| 34 |                                                                                  |                                                                  | Non doublé                        |                         | Non diffusé              |
| 35 |                                                                                  |                                                                  | Non doublé                        |                         | Non diffusé              |
| 36 |                                                                                  |                                                                  | Non doublé                        |                         | Non diffusé              |
| 37 |                                                                                  |                                                                  | Non doublé                        |                         | Non diffusé              |
| 38 |                                                                                  |                                                                  | Non doublé                        |                         | Non diffusé              |
| 39 |                                                                                  |                                                                  | Non doublé                        |                         | Non diffusé              |
| 40 |                                                                                  |                                                                  | Non doublé                        |                         | Non diffusé              |
| 41 |                                                                                  |                                                                  | Non doublé                        |                         | Non diffusé              |
| 42 |                                                                                  |                                                                  | Non doublé                        |                         | Non diffusé              |
| 43 |                                                                                  |                                                                  | Non doublé                        |                         | Non diffusé              |
| 44 | 流れ暴魔伝説 Nagare Bōma Densetsu                                                | Légende du Démon Qui Coule                                       | Non doublé                        | 05/01/1990              | Non diffusé              |
| 45 |                                                                                  |                                                                  | Non doublé                        |                         | Non diffusé              |
| 46 |                                                                                  |                                                                  | Non doublé                        |                         | Non diffusé              |
| 47 |                                                                                  |                                                                  | Non doublé                        |                         | Non diffusé              |
| 48 |                                                                                  |                                                                  | Non doublé                        |                         | Non diffusé              |
| 49 |                                                                                  |                                                                  | Non doublé                        | 09/02/1990              | Non diffusé              |
| 50 | 恐るべき大封印 Osorubeki Dai Fūin                                                | Terrible gros phoque                                             | Non doublé                        | 16/02/1990              | Non diffusé              |
| 51 | 青春の卒業式 Seishun no Sotsugyōshiki                                            | Diplôme de la Jeunesse                                           | Non doublé                        | 23/02/1990              | Non diffusé              |

1. La création de l'unité des T-R (君達は妖精を見たか！, Kimitachi wa Yōsei o mita ka!?)
2. La mission des Turbo Rangers (暴魔城！二万年の呪い, Bōma Shiro! Niman-nen no Noroi?)
3. Les boulettes impériales (ゴロゴロ人間ダンゴ！, Gorogoro Ningen Dango!?)
4. Le retour vers le chaos (脱出だ！サムライの町, Dasshutsu da! Samurai no Machi?)
5. Les démons de la pollution (ヌルルッ！暴魔ゾンビ, Nururū! Bōma Zonbi?)
6. La haine de l'amour (恋人を食べる暴魔獣！, Koibito o Taberu Bōmajū!?)
7. La maison hantée (空飛ぶジャーミンの家, Sora Tobu Jāmin no Uchi?)
8. La flûte ensorcelée (憧れは悪魔のフルート, Akogare wa Akuma no Furūto?)
9. La légende de Kintaru (鬼を呼ぶ五月人形, Oni o Yobu Gogatsu Ningyō?)
10. Un pique-nique très agité (爆走！ウーラー街道！, Bakusō! Ūrā Kaidō!?)
11. Les larmes du démon (星になった暴魔獣！, Hoshi ni Natta Bōmajū!?)
12. Les voleurs de sourire (魔女にワナをかけろ！, Majo ni Wana o Kakero!?)
13. Un élève très étrange (参上！さすらい転校生, Sanjō! Sasurai Tenkōsei?)
14. Une arme redoutable (ヤミマル！必殺の照準, Yamimaru! Hissatsu no Shōjun?)
15. Les mystères des elfes (射てＶターボバズーカ, Ite Bui Tābo Bazūka?)
16. Retour en arrière (子供になった先生, Kodomo ni Natta Sensei?)
17. Le démon fossile (５分間の変身, Gofunkan no Henshin?)
18. Amour fraternel (激突！魔兄弟, Gekitotsu! Ma Kyōdai?)
19. Aruna joue et gagne (暴魔族はるな, Bōma Zoku Haruna?)
20. Le combat de sumo (ドスコイ勝負, Dosukoi Shōbu?)
21. La moto infernale (青春ロード！, Seishun Rōdo!?)
22. Le maître des fantômes (幽霊いっぱい, Yōrei Ippai?)
23. Les masques du totem (怖い！夏の海, Kowai! Natsu no Umi?)
24. Un chien bien étrange (戦う子犬, Tatakau Koinu?)
25. L'œuf de Belzébor (力！絶体絶命, Riki! Zettai Zetsumei?)
26. Les clochettes maudites (少女暴魔リン, Shōjo Bōma Rin?)
27. Rêve ou réalité ? (ロボ合体不能, Robo Gattai Funō?)
28. Turbo-Rowhide (急げ新型ロボ, Kyōge Shindaka Robo?)
29. Super Turbo-Robot (レーダの最後, Rēda no Saigo?)
30. Woman Warrior Kirika (女戦士キリカ, Onna Senshi Kirika?)
31. The Big Demonic Mystery Bird! (悪魔の大怪鳥！, Akuma no Daikaijo!?)
32. Steal! Yōhei's Face (奪え！洋平の顔, Ubae! Yōhei no Kao?)
33. Zulten's Sneaky Trick (ズルテンの裏技, Zuruten no Urawaza?)
34. The Majin Sword That Calls Love (愛を呼ぶ魔神剣, Ai o Yobu Majin Ken?)
35. Memories of Destiny... (運命の想い出・・・, Unmei no Omoide…?)
36. Mysterious Kung Fu Girl (カンフー謎少女, Kan Fū Nazo Shōjo?)
37. The Painting of Hell That Devours People (人を喰う地獄絵, Hito o Kū Jigokue?)
38. The End of Lagorn (ラゴーンの最後, Ragōn no Saigo?)
39. Walk! Child of Shikoku (歩け！四国の子, Aruke! Shikoku no Ko?)
40. The Star Is Me! (スターは俺だ！, Sutā wa Ore da!?)
41. Scary Birthday! (コワイ誕生日！, Kowai Tanjōbi!?)
42. The Sixth Soldier! (６人目の戦士！, Rokunin-me no Senshi?)
43. Stream Violent Demon Legend (流れ暴魔伝説, Nagare Bōma Densetsu?)
44. Super Magic Boy (超マジック少年, Chō Majikku Shōnen?)
45. Lagorn's Counterattack (ラゴーンの逆襲, Ragōn no Gyakushū?)
46. SOS Transformation Failure (ＳＯＳ変身不能, Esu Ō Esu Henshin Funō?)
47. Stream Violent Demons' Secret (流れ暴魔の秘密, Nagare Bōma no Himitsu?)
48. Beautiful Kirika (美しきキリカ, Utsukushiki Kirika?)
49. The Dreadful Big Seal (恐るべき大封印, Osorubeki Dai Fūin?)
50. Graduation of Youth (青春の卒業式, Seishun no Sotsugyōshiki?)

Remarque: contrairement à ce qui est souvent annoncé sur les sites francophones les épisodes 19, 25 et 26 ne sont pas intitulés "Aruno joue et gagne", "l'œuf de Belzébur" et "les brochettes maudites" dans la version française car les noms propres sus-cités sont faux de même que le mot "brochettes".

## Génériques

### Générique de début
- Kousoku Sentai Turboranger (高速戦隊ターボレンジャー, Kōsoku Sentai Tāborenjā)
  - Artiste: Kenta Satou (佐藤 健太, Satō Kenta)
  - Lyrics: Ikki Matsumoto (松本 一起, Matsumoto Ikki)
  - Composition: Yoshimasa Inoue (井上 ヨシマサ, Inoue Yoshimasa)
  - Arrangement Ryō Yonemitsu (米光 亮, Yonemitsu Ryō)

### Générique de fin
- Zigzag Youth Road" (ジグザグ青春ロード, Jiguzagu Seishun Rōdo)
  - Artiste: Kenta Satou (佐藤 健太, Satō Kenta)
  - Lyrics: Ikki Matsumoto (松本 一起, Matsumoto Ikki)
  - Composition: Yoshimasa Inoue (井上 ヨシマサ, Inoue Yoshimasa)
  - Arrangement Ryō Yonemitsu (米光 亮, Yonemitsu Ryō)

## Distribution
Les héros
- Kenta Sato (VF : Mark Lesser) : Rikki Honō / Red Turbo (Nom français: Chikara)
- Fumiaki Ganaha (VF : Bruno Journée) : Daichi Yagamata / Black Turbo
- Keiya Asakura : Yōhei Hama / Blue Turbo
- Junichiro Katagiri (VF : Loïc Baugin puis Ludovic Baugin) : Shunsuke Hino / Yellow Turbo
- Noriko Kinohara : (VF : Laurence Saquet) : Haruna Morikawa / Pink Turbo

Soutien
- Fujita Okamoto (VF : Mario Pecqueur, puis Jacques Bouanich) : Professeur Dazai
- Mayumi Omura (VF : Gigi Lesser) : la fée Shīron

La Caste des cent démons
- Takeshi Watabe (VF : Hubert Drac) : Empereur Tong (Ragorn en VO)
- Masashi Ishibashi : Dr Rahda (Rehda en VO)
- Kanako Kishi (VF : Maïté Monceau) : Princesse Jamin
- Seiichi Hirai :(VF : Mario Pecqueur) Jimba (Zimba en VO)
- Hideyuki Umezu :(VF : Hubert Drac) Zurten
- Noriyoshi Tanaka : (VF : Yves-Fabrice Lebeau) : Hikaru Nagareboshi/Gueuxe (Yamimaru en VO)
- Masako Morishita : Sayoko Tsukikage / Kirika

Note : Bien que son nom ne soit jamais mentionné dans la VF, Kirika fait une brève apparition dans les épisodes 27 et 29.

## Autour de la série
- Turbo Rangers fut la première série Super sentai à aborder la question écologique. C'est également l'une des rares ou tous les dirigeants de l'empire ennemi sont anéantis mais pas tous les antagonistes en dehors de l'empire contrairement à d'autres comme Bioman.
- Turbo Rangers fut aussi le deuxième sentai à avoir une combinaison de deux robots géants (le premier étant le précédent Liveman) mais aussi le premier à permettre aux 2 robots combinés de se mettre à l'intérieur de la base armée de l'équipe pour faire l'ultime assemblage.
- Turbo Rangers fut aussi le premier sentai à donner à tous les principaux antagonistes le pouvoir de faire devenir leurs monstres géants évitant ainsi de voir toujours la même séquence de transformation.
- Turbo Rangers n'a pas été doublé entièrement en France contrairement à Bioman et d'autres Super sentai diffusés en France. La raison est que cette série n'avait pas fait connaître le genre sentai qui était déjà connu en France depuis Bioman, soit 5 ans avant. On peut aussi constater que la partie traduite de Turbo Rangers est la moins aboutie d'où l'arrêt (malgré les premiers épisodes plus réussis que d'autres sentai et un début prometteur).
- Concernant le prénom de Red Turbo en civil qui est « Riki » en VO et « Chikara » en VF, il faut savoir que ces deux mots utilisent le même kanji.
- Lors de son arrivée en France, la série a eu droit à son générique, interprété par Bernard Minet[1]. Ce générique est sa dernière chanson pour une série Super sentai.